# (9377) Metz
(9377) Metz ist ein Asteroid des Hauptgürtels, der am 15. August 1993 vom belgischen Astronomen Eric Walter Elst am Observatoire de Calern (IAU-Code 010) nördlich von Grasse entdeckt wurde.
Der Asteroid wurde nach der französischen Stadt Metz benannt, der Hauptstadt des Départements Moselle und Hauptort der Region Lothringen.